# Lukas Lerager
Lukas Reiff Lerager (Gladsaxe község, 1993. július 12. –) dán válogatott labdarúgó, a dán København játékosa.

## Pályafutása

### Klubcsapatban
Az Akademisk BK saját nevelésű játékosaként a klubnál lett profi labdarúgó. 2013 és 2016 között a szintén dán Viborg csapatának volt a játékosa. Ezt követően egy szezont a belga Zulte-Waregem csapatánál töltött, ahol belga kupát nyert és csapattársa volt honfitársa Henrik Dalsgaard. 2017. június 12-én a francia Girondins de Bordeaux csapatához szerződött négy évre. 2019. január 29-én opciós vásárlási joggal kölcsönbe került az olasz Genoa csapatához, majd még ugyanebben az évben érvényesítették. 2021 februárjában opciós joggal kölcsönbe került a dán København csapatához, majd nyáron véglegesítették az átigazolását.

### A válogatottban
Többszörös dán korosztályos válogatott labdarúgó. 2017. június 6-án mutatkozott be a dán válogatottban Németország ellen. Részt vett a 2018-as labdarúgó-világbajnokságon.

## Sikerei, díjai
- Viborg
  - Dán másodosztály bajnok: 2014–15

- Zulte-Waregem
  - Belga kupa: 2016–17